# George Anson (General, 1797)

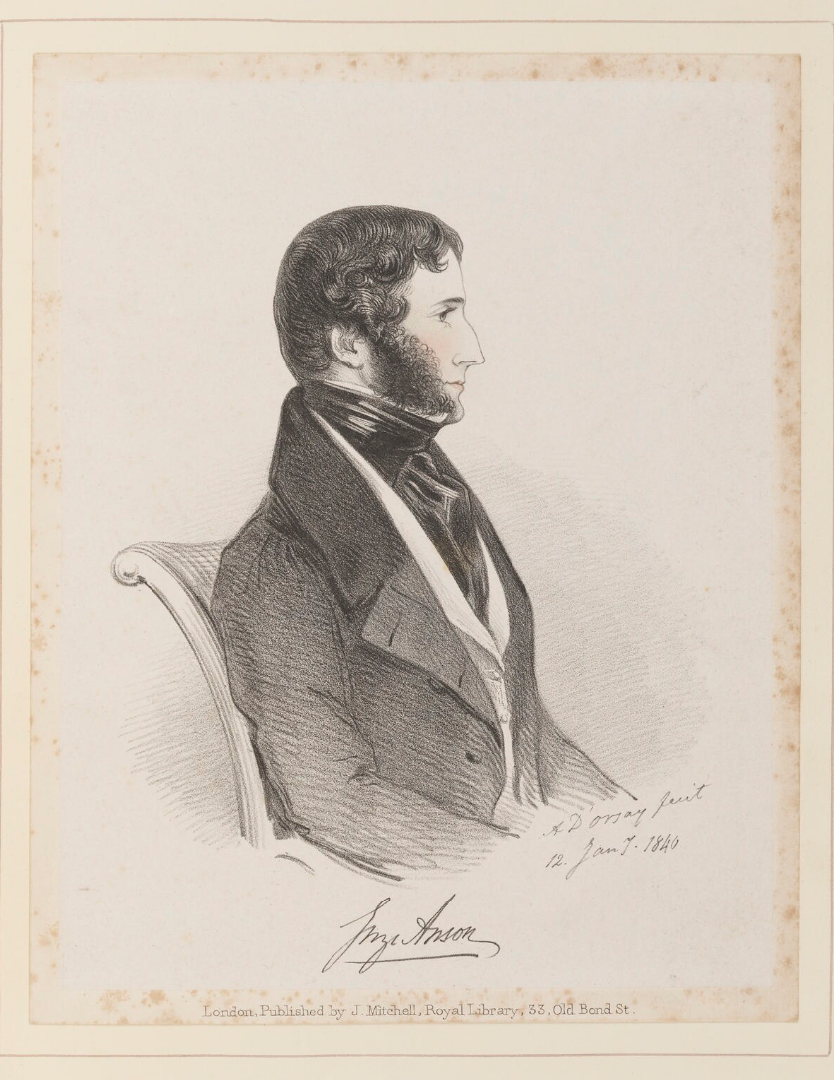
Hon. George Anson, 1840

Hon. George Anson CB (* 13. Oktober 1797; † 27. Mai 1857 in Karnal, Indien) war ein britischer General, Oberbefehlshaber in Indien und Politiker der Whig-Partei.

## Familie
George Anson war der zweite Sohn von sieben Kindern des Thomas Anson, 1. Viscount Anson (1767–1818) aus dessen Ehe mit Lady Anne Margaret (1779–1843), Tochter des Thomas William Coke, 1. Earl of Leicester (1754–1842). Er war ein Neffe des Generals Sir George Anson (1769–1849). Sein älterer Bruder Thomas William Anson, 2. Viscount Anson (1794–1854) wurde 1831 zum Earl of Lichfield erhoben. Weitere Geschwister waren Hon. Charles Littleton Anson († 1812), Hon. Anna Margaret Anson († 1882), Hon. Frances Elizabeth († 1899), Hon. Frederica Sophia (1814–1867) und Hon. Elizabeth Jane Anson († 1894).
Seine Ausbildung erhielt er am Eton College.
1830 heiratete er Hon. Isabella Elizabeth Annabella Weld-Forester († 1858), Tochter des Cecil Weld-Forester, 1. Baron Forester (1767–1828), mit der er drei Töchter hatte: Isabella Maria Katherine Anson († 1922), Alice Louisa Anson († 1879) und Geraldine Georgiana Mary Anson (um 1844–1927). Seine Ehefrau Isabella begleitete ihn 1853 nach Britisch-Indien.
Anson war ein bekannter Besitzer von Rennpferden. Er gewann das 1842 das Epsom Derby mit Attila und zwei Jahre später die Epsom Oaks mit The Princess.

## Beginn der militärischen Laufbahn
Als 16-Jähriger trat er im Januar 1814 als Ensign des 3rd (Scots Fusilier) Regiment of Foot Guards in die British Army ein. Er nahm mit seinem Regiment an den Napoleonischen Kriegen teil und kämpfte am 18. Juni 1815 in der Schlacht bei Waterloo. Im September 1822 wechselte er als Captain zum 52nd (Oxfordshire) Regiment of Foot, im Mai 1823 als Captain zum 14th (The Duchess of York’s Own) Regiment of (Light) Dragoons, im April 1824 als Major zum 7th (The Princess Royal’s) Regiment of Dragoon Guards. Im Mai 1825 erwarb er die Beförderung zum Lieutenant-Colonel, gab seinen Dienstposten bei den 7th Dragoon Guards auf und wurde unter Halbsold vom aktiven Dienst freigestellt. 1838 wurde er zum Colonel befördert.

## Beginn der politischen Laufbahn
Parallel begann seine politische Laufbahn 1818 als Parlamentsmitglied des britischen Unterhauses, zunächst ab 11. Februar 1819 bis 1835 als Vertreter für Great Yarmouth, 1836 bis 1837 für Stoke-upon-Trent und 1837 bis 1853 für South Staffordshire. Unter Lord Melbourne trat er 1835 in das Feldzeugamt als Storekeeper of the Ordnance ein. 1841 und erneut unter Lord John Russell bekleidete er von 1846 bis 1852 das Amt des Kanzleichefs des Feldzeugamtes (Clerk of the Ordnance). Politisch gehörte er zu den Whigs.

## Britisch-Indien und der Sepoy-Aufstand
Im November 1851 war er in den Rang eines Major-General befördert worden. 1853 wurde er nach Britisch-Indien versetzt, um eine bengalische Division zu kommandieren, übernahm 1854 im lokalen Rang eines Lieutenant-General das Armeekommando für die Präsidentschaft Madras und wurde im Frühjahr 1856 Oberbefehlshaber für Indien. Er war zudem ab 12. Dezember 1856 Colonel des 55th (Westmorland) Regiment of Foot.
Anson erlangte erst spät noch militärische beziehungsweise militärlogistische Bedeutung, als er am 12. Mai 1857 an seinem Stationsort Shimla in der Nordwestlichen Grenzprovinz (North-West Frontier Province) vom Beginn der Aufstände in Meerut und Delhi und der damit verbundenen Belagerung von Delhi in Kenntnis gesetzt wurde. Bei der Niederschlagung des Sepoy-Aufstandes wäre ihm als Oberbefehlshaber eine bedeutende Rolle zugekommen. In der Grenzprovinz waren die Truppen aus Europäern, Gurkhas und einheimischen Kontingenten auf verschiedene Standorte verteilt, sie waren vor allem ungenügend ausgerüstet, die Transportwege nach Delhi waren aus Kostengründen vernachlässigt worden, zudem war Anson laut Charles Ball’s The history of the Indian Mutiny bei den einheimischen Regimentern verhasst. Dennoch setzte er sich von Shimla aus erst nach Ambala in Marsch, um dann sämtliche Truppenteile bis 30. Mai 1857 in Kurnaul, dem heutigen Karnal, zu versammeln. Am 1. Juni 1856 sollte von dort zur Aufhebung der Belagerung von Delhi aufgebrochen werden. Dies erlebte Anson nicht mehr, da er am 27. Mai 1857 im Alter von 59 Jahren in Kurnaul an der Cholera verstarb.
Zunächst bei einer örtlichen Kirche beerdigt, wurde Anson später nach England überführt und auf dem Kensal Green Cemetery in London beigesetzt.